# Protodiaspis praetexta
Protodiaspis praetexta är en insektsart som beskrevs av Ferris 1941. Protodiaspis praetexta ingår i släktet Protodiaspis och familjen pansarsköldlöss. Inga underarter finns listade i Catalogue of Life.